# Criciuma asymmetrica
Els bambús del gènere Criciuma de la subfamília Bambusoideae de la família Poaceae, són plantes de clima tropical. És un gènere monotípic i la seva única espècie és Criciuma asymmetrica.
El gènere fou descrit per Thomas Robert Soderstrom i Ximena Londoño i publicat a American Journal of Botany 74(1): 35. 1987.
Hi ha autors que l'inclouen dins el gènere Eremocaulon.